# Хрватска на Светском првенству у атлетици на отвореном 2015.
Хрватска је на Светском првенству у атлетици на отвореном 2015. одржаном у Пекингу од 12. до 30. августа, учествовала дванаести пут, као самостална држава. Репрезентацију Хрватске представљало је 6 такмичара (2 мушкараца и 4 жене) у 5 дисциплина.,.
На овом првенству представници Хрватске су освојили две сребрне медаље. Овим успехом Хрватска атлетска репрезентација је делила 20 место са представницима Аустралије у укупном пласману освајача медаља. На табели успешности (према броју и пласману такмичара који су учествовали у финалним такмичењима (првих 8 такмичара)), делила је 21 место са Шведском и Чешком са 14 бодова, од 68 земаља које су имале представнике у финалу. На првенству је учествовало 207 земаља чланица ИААФ.
| Плас. | Земља    | 1. место | 2. место | 3. место | 4. место | 5. место | 6. место | 7. место | 8. место | Бр. финал. | Бод. |
| ----- | -------- | -------- | -------- | -------- | -------- | -------- | -------- | -------- | -------- | ---------- | ---- |
| =21   | Хрватска | 0        | 2        | 0        | 0        | 0        | 0        | 0        | 0        | 2          | 14   |

## Учесници
| Дисциплина    | Спортисти | Спортисти        |
| Дисциплина    | Мушкарци  | Жене             |
| ------------- | --------- | ---------------- |
| 100 м препоне | —         | Андреа Иванчевић |

| Дисциплина   | Спортисти     | Спортисти               |
| Дисциплина   | Мушкарци      | Жене                    |
| ------------ | ------------- | ----------------------- |
| Скок увис    | —             | Ана Шимић Бланка Влашић |
| Скок мотком  | Иван Хорват   | -                       |
| Бацање кугле | Марин Премеру | -                       |
| Бацање диска | —             | Сандра Перковић         |

## Освајачи медаља

### Сребро  (2)
1. Бланка Влашић — скок удаљ
2. Сандра Перковић — скок удаљ

## Резултати

### Мушкарци
| Атлетичар     | Дисциплина   | Лични рекорд | Квалификације | Квалификације | Финале               | Финале       | Детаљи |
| Атлетичар     | Дисциплина   | Лични рекорд | Резултат      | Место         | Резултат             | Место        | Детаљи |
| ------------- | ------------ | ------------ | ------------- | ------------- | -------------------- | ------------ | ------ |
| Иван Хорват   | Скок мотком  | 5,65 НР      | 5,70 НР       | 9. у гр. А КВ | 5.65                 | =9 / 33 (34) |        |
| Марин Премеру | Бацање кугле | 20,59        | 19,33         | 12. у гр. Б   | Није се квалификовао | 23 / 28 (31) |        |

### Жене
| Атлетичарка      | Дисциплина    | Лични рекорд | Квалификације | Квалификације  | Полуфинале | Полуфинале | Финале                | Финале       | Детаљи |
| Атлетичарка      | Дисциплина    | Лични рекорд | Резултат      | Место          | Резултат   | Место      | Резултат              | Место        | Детаљи |
| ---------------- | ------------- | ------------ | ------------- | -------------- | ---------- | ---------- | --------------------- | ------------ | ------ |
| Андреа Иванчевић | 110 м препоне | 12,87 НР     | 12,88         | 3. у гр. 4 КВ  | 33,95      | 8 у гр. 3  | Није се квалификовала | 20. /33 (37) |        |
| Ана Шимић        | Скок увис     | 1,99         | 1,92          | =1. у гр. Б КВ |            |            | 1,88                  | =9. 28 (30)  |        |
| Бланка Влашић    | Скок увис     | 2,08 НР      | 1,92          | =1. у гр. А КВ | 2,01 ЛРС   |            |                       |              |        |
| Сандра Перковић  | Бацање диска  | 69,11 НР     | 64,51         | 1. у гр. Б КВ  | 67,39      |            |                       |              |        |